# Santuario Kitano
Il santuario Kitano (北野天満宮?, Kitano Tenmangū) è un santuario shintoista (jinja) di Kyoto, dedicato a Tenjin, il kami della scuola.

## Storia
Fu edificato, una prima volta, nel 942 per placare lo spirito adirato del poeta Sugawara no Michizane, che era stato esiliato dai suoi nemici nel clan Fujiwara. Il santuario fu dedicato a lui e nel 986 fu deificato e rinominato Tenjin (divinità celeste).
Dal 1871 al 1946, il Kitano Tenmangū fu ufficialmente designato come uno dei Kanpei-chūsha (官幣中社), il che significa che si trovava al secondo rango dei santuari supportati dal governo e per questo il suo nome fu cambiato in Kitano-jinja. Le ragioni della ridenominazione erano che per utilizzare il suffisso '-gu', usato nel nome precedente, la divinità custodita doveva essere fondamentalmente un membro della famiglia imperiale. L'antico nome del santuario è stato ripristinato dopo l'abolizione del controllo governativo dello shintoismo di stato dopo la seconda guerra mondiale.
Il santuario è circondato da un giardino con gli alberi preferiti di Sugawara, gli ume rosso e bianco o il fiore di prugna, e quando fioriscono il santuario è spesso molto affollato.

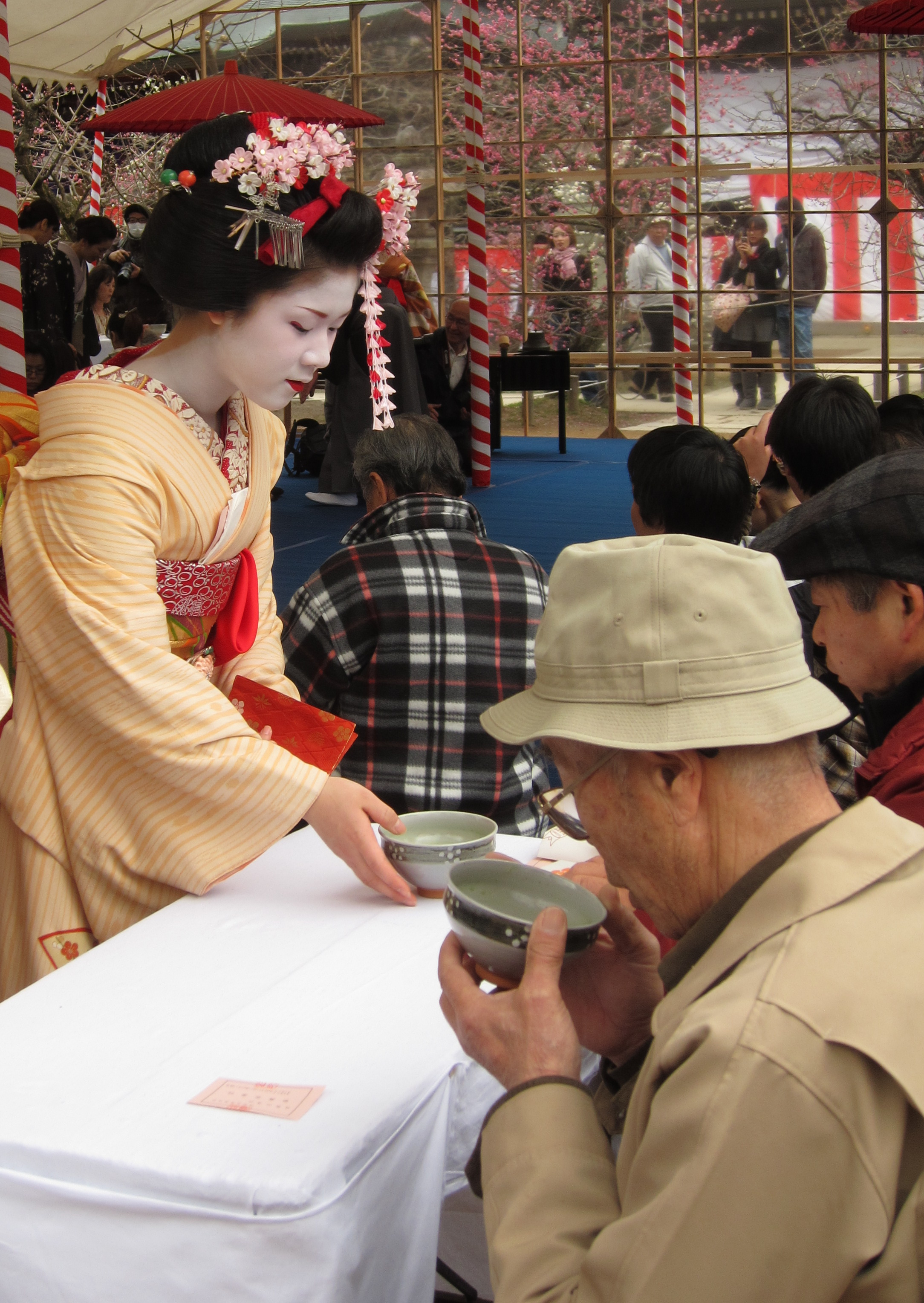
Una maiko serve tea al Festival dei fiori di prugna

Il 25 febbraio si tiene il Festival dei fiori di prugna (梅花祭, baikasai), in coincidenza con il mercato mensile. Una cerimonia del tè all'aperto (野点, nodate) è ospitata da geiko e maiko del vicino distretto di Kamishichiken, dove tè e wagashi vengono serviti a 3.000 ospiti da geisha e maiko. La festa delle prugne si tiene lo stesso giorno ogni anno da circa 900 anni in occasione della morte di Michizane. La cerimonia del tè all'aperto risale al 1952. In quell'anno si tenne un grande festival per celebrare il 1050º anniversario della morte di Michizane, basato sulla storica cerimonia del tè Kitano Ochakai ospitata nel santuario da Toyotomi Hideyoshi.
Kitano Tenmangū è popolare tra gli studenti che pregano per il buon esito degli esami perché la divinità era nella sua vita un uomo di letteratura e conoscenza. Il 25 di ogni mese, il santuario ospita un mercatino delle pulci. Insieme al festival simile a quello di Tō-ji, un tempio nella stessa città, hanno ispirato il proverbio di Kyoto, "Il bel tempo al mercato di Tōji significa tempo piovoso al mercato di Tenjin", ricordando il tempo instabile di Kyoto.